# Lionel White
Lionel White (New York, 9 luglio 1905 – Asheville, 26 dicembre 1985) è stato uno scrittore e giornalista statunitense.
Giornalista di cronaca nera, Lionel White cominciò come redattore della rivista True per poi collaborare con vari periodici di storie poliziesche, talvolta con lo pseudonimo L.W. Blanco. Esordì come scrittore di romanzi gialli nei primi anni '50 abbandonando gradualmente il lavoro di giornalista. Tradotti in molte lingue e pubblicati di solito in collane economiche, (in Italia nei gialli Garzanti, caratterizzati dal logo con le tre scimmiette), molti di questi romanzi servirono da soggetti per film thriller diretti da registi quali Stanley Kubrick, Burt Kennedy, Jean-Luc Godard.
Quasi tutte le storie scritte da White, piuttosto che affrontare il classico schema di un delitto in cui bisogna trovare l'assassino, avevano come denominatore comune l'organizzazione di un "colpo grosso" (big caper in inglese) che, per piccole distrazioni o per imprevisti, all'ultimo momento falliscono. Una recensione del New York Times lo definì appunto master of the big caper. Le sue descrizioni erano talmente intelligenti e realistiche che nel 1960 un francese si servì di un suo romanzo per architettare uno dei rapimenti più celebri nella storia del crimine francese, quello di Eric Peugeot, nipote del fondatore dell'omonimo impero automobilistico.
Molti anni dopo la sua morte, anche il regista Quentin Tarantino lo citò come fonte di ispirazione per il suo Le iene del 1992.

## Opere
Ove possibile, accanto al titolo originale è stato riportato il titolo italiano e il titolo del film tratto dal romanzo in oggetto.
- Seven Hungry Men! (1952)
- The Snatchers (Il mitra non fa legge) (1953) (film La notte del giorno dopo, 1968)
- To Find a Killer (In cerca d'assassino) (1954)
- The Big Caper (La città minata) (1955) (film omonimo, 1957)
- Clean Break (Rapina a mano armata) (1955) (film omonimo, 1956)
- Flight into Terror (1955)
- Love Trap (1955)
- Operation - Murder (1956)
- The House Next Door (Accadde una sera)(1956)
- A Right for Murder (1957)
- Death Takes the Bus (1957)
- Hostage for a Hood (1957)
- Coffin for a Hood (La mano nella tomba)(1958)
- Invitation to Violence (1958)
- Too Young to Die (1958)
- Rafferty (1958) (film omonimo, 1980)
- Run, Killer, Run! (1959)
- The Merriweather File (1959)
- Steal Big (A tempo di rapina) (1960)
- Lament for a Virgin (1960)
- Marilyn K. (1960)
- The Time of Terror (24 ore d'angoscia) (1960)
- A Death at Sea (1961)
- A Grave Undertaking (1961)
- Obsession (1962) (film Il bandito delle 11, 1965)
- The Money Trap (La trappola mortale)(1963) (film omonimo, 1965)
- The Ransomed Madonna (1964)
- The House on K Street (1965)
- A Party to Murder (1966)
- The Mind Poisoners (Nick Carter: presente!) (1966)[1]
- The Crimshaw Memorandum (1967)
- The Night of the Rape (1967)
- Hijack (1969)
- Death of a City (1970)
- A Rich and Dangerous Game (1974)
- The Mexico Run (Lo specchio fumante)(1974)
- Jailbreak (1976)
- The Walled Yard (1978)